# عبد الرحمن بن زيد بن الخطاب
عبد الرحمن بن زيد بن الخطاب العدي القرشي من صغار الصحابة، وابن الصحابي زيد بن الخطاب. 

## سيرته
ولد في المدينة المنورة بعد الهجرة سنة 5 هـ، أمه لُبَابَة بنت أَبي لُبَابة بن عبد المُنْذِر، أَتى به أَبُو لُبَابة إِلى النبي فمسح رَأْسَه، ودعا له بالبركة، وكان عمره 6 سنوات عند وفاة النبي، وكان عبد الرحمن شبيهًا بأَبيه زيد، وكان عمر بن الخطاب إِذا رآه قال:
زوّجه عمر بن الخطاب بابنته فاطمة، فولدت له عبد اللّه بن عبد الرحمن. ولي إمارة مكة في عهد يزيد بن معاوية.

### روايته للحديث
- روى عبد الرحمن عن: أبيه زيد بن الخطاب، وعمه عمر بن الخطاب، وعبد الله بن مسعود، وغيرهم.
- روى عنه: ابنه، وسالم بن عبد الله بن عمر بن الخطاب، وعاصم بن عبيد الله، وأبو جناب الكلبي.[2][3]